# باتريشيا مارتينيز
باتريشيا مارتينيز (بالإسبانية: Patricia Martínez)‏ (15 مارس 1990 ببونفيرادا في إسبانيا - ) هي لاعبة كرة قدم إسبانية في مركز الهجوم. شاركت مع منتخب إسبانيا تحت 19 سنة لكرة القدم للسيدات ومنتخب إسبانيا لكرة القدم للسيدات. أما مع النوادي، فقد لعبت مع نادي برشلونة ب ونادي برشلونة لكرة القدم للسيدات ونادي برشلونة وASPTT Albi ‏ وReal Oviedo (women) ‏ وSporting de Huelva ‏.

## وصلات خارجية
- باتريشيا مارتينيز على موقع قاعدة بيانات كرة القدم.إي يو (الإنجليزية)
- باتريشيا مارتينيز على موقع Soccerway.com (الإنجليزية)